# 彭維彬
彭維彬（1965年12月25日—），中華民國（台灣）苗栗縣政治人物，曾當選第十五屆苗栗縣議員，其後參選苗栗市長失利。